# Engelhard Pargätzi
Engelhard «Harta» Pargätzi (* 31. Juli 1949 in Arosa) ist ein ehemaliger Schweizer Skirennfahrer. Er war in den 1970er Jahren aktiv und auf die Disziplin Riesenslalom spezialisiert. Heute ist er als Unternehmer tätig.

## Leben
Der Sohn eines Beamten der Rhätischen Bahn fuhr im Alter von vier Jahren erstmals Ski, sein Vorbild in der Jugendzeit war der ebenfalls aus Arosa stammende Roger Staub. Von 1972 bis 1977 konnte Pargätzi im Skiweltcup punkten, er fuhr fast ausschliesslich Riesenslaloms und platzierte sich dabei 20 Mal unter den besten zehn. Bei den Weltmeisterschaften 1974 in St. Moritz wurde er Fünfter im Riesenslalom und war damit bester Schweizer.
Am 14. Dezember 1975 gewann Pargätzi sein einziges Weltcuprennen, den Riesenslalom der 3-Tre-Rennen in Madonna di Campiglio. In derselben Saison erreichte er mit den dritten Rängen von Copper Mountain und Adelboden zwei weitere Podestplätze. Bis zum letzten Rennen der Saison wahrte Pargätzi die Chance auf den Gewinn der Riesenslalomwertung. Im entscheidenden Durchgang öffnete sich jedoch eine Skibindung, und er schied aus. Damit wurde er Vierter in der Disziplinen- und Zehnter in der Gesamtwertung.
Bei den Olympischen Winterspielen 1976 in Innsbruck fuhr Pargätzi im Riesenslalom trotz einem groben Fahrfehler (er passierte ein Tor von der falschen Seite her, wodurch er den Unmut des am Ort des Geschehens stehenden Direktors des Schweizer Skiverbandes, Adolf Ogi, auf sich zog) auf den sechsten Platz. Seine Sportkarriere musste er im darauf folgenden Jahr nach drei weiteren Rangierungen in den ersten zehn bei Weltcuprennen wegen eines Kreuzbandrisses beenden.
Nach dem Rücktritt wurde Pargätzi in verschiedenen Branchen unternehmerisch tätig. Der gelernte Maschinenschlosser war unter anderem Inhaber eines Sportgeschäfts in Chur, Repräsentant der Skivertriebsfirma Snow Life, Verkaufsleiter des Sportartikelherstellers Puma in der Ostschweiz sowie Marketingleiter und Produktmanager zweier Helikopterunternehmen. Heute ist Pargätzi Inhaber des Unternehmens Eventbau Pargätzi, das bei internationalen Grossereignissen Containerboxen für TV-Stationen, Zeitmessanlagen etc. zur Verfügung stellt. Ausserdem ist er Vorstandsmitglied der Regionalorganisation Schanfigg Tourismus und Verwaltungsrat der Skilifte am Hochwang.

## Erfolge

### Olympische Spiele
- Innsbruck 1976: 6. Riesenslalom

### Weltmeisterschaften
- St. Moritz 1974: 5. Riesenslalom

### Weltcup
- 3 Podestplätze, davon 1 Sieg

| Datum             | Ort                  | Land    | Disziplin    |
| ----------------- | -------------------- | ------- | ------------ |
| 14. Dezember 1975 | Madonna di Campiglio | Italien | Riesenslalom |